# Elton John
Sir Elton Hercules John CBE (Pinner, Middlesex, 25 de març de 1947), és un cantant i compositor anglès de música rock.

## Biografia
Als onze anys, gràcies a una beca, va anar a la Royal Academy of Music. Sis anys després la va deixar per dedicar-se a la música rock. A partir del 1964 comença a col·laborar amb grups locals com Bluesology, on va conèixer el cantant John Baldry. En homenatge a ell i al saxofonista Elton Dean va adoptar el nom artístic d'Elton John.
Als anys seixanta va ser a uns quants grups, sense gaire èxit. Fins que el 1967 va conèixer el lletrista i poeta Bernie Taupin. Junts van tindre el primer èxit el 1970 amb la cançó Your Song, de l'àlbum "Elton John". El 1971 van tindre quatre àlbums alhora entre els deu primers de les llistes dels Estats Units, quelcom que no passava des dels Beatles. Aquell mateix any Elton va començar l'alopècia que anys després el faria dur perruca.
La dècada dels setanta va ser la consagració com estrella. Va començar a actuar amb roba extravagant, característica del glam rock. Va fer grans èxits com Crocodile Rock (1972), Candle In The Wind (1973) Bennie And The Jets (1973) i Don't Let The Sun Go Down On Me (1974). Entre el 1972 i el 1975, set discs seus van entrar als primers llocs de les llistes britàniques. El 1975 va participar en la pel·lícula Tommy, dirigida per Kun Russell i escrita per Pete Townshend, guitarrista de The Who. En aquella època hi va haver un escàndol per unes declaracions sobre la seva homosexualitat.
Al començament de la dècada del 1980, va deixar temporalment la societat amb en Taupin i va moderar la seva imatge i la seva música, fent-la més melòdica. Va produir nous èxits com I'm Still Standing i Little Jeannie però ja no tan sovint. El 14 de febrer de 1984 es va casar amb l'enginyera de so Renata Bauer.
El juliol de 1985, Elton John va participar en el concert Live Aid, a l'Estadi Wembley de Londres. També hi havia David Bowie, Sting, Eric Clapton, Phil Collins i Queen, entre d'altres.
El 1990 el va afectar molt la mort per sida del seu amic Ryan White, que era hemofílic. Després del funeral va confirmar que feia un tractament contra l'addicció a l'alcohol, les drogues i la bulímia. El 1992 va fundar l'Elton John AIDS Foundation, una de les organitzacions més grans sense ànim de lucre que lluita contra la sida, a la que va decidir destinar tots els beneficis dels seus singles.
El 1994, un cop restablert dels seus problemes, va tindre un nou èxit amb la seva participació en la banda sonora de The Lion King en col·laboració amb Tim Rice. També va guanyar un Grammy i un Òscar. L'assassinat del seu amic Gianni Versace i la mort en un accident de trànsit de la seva amiga Diana de Gal·les van ser un cop fort el 1997. Va tindre un gran èxit amb el seu homenatge a la princesa Diana, amb una nova versió de Candle in the Wind, que va batre tots els rècords i va resultar ser el single més venut a la història de la música.
L'any següent va ser nomenat Cavaller de l'Ordre de l'Imperi Britànic i posteriorment va rebre un Grammy honorífic per la seva trajectòria musical. El 2001 va gravar una vegada més amb el seu lletrista Bernie Taupin. A Songs From the West Coast el va seguir el 2004 l'àlbum número 43 de la seva carrera, Peachtree Road. El desembre del 2005, després de l'aprovació del matrimoni entre persones del mateix sexe al Regne Unit, Elton John es va casar amb la seva parella des de feia 12 anys, el director de cinema canadenc David Furnish. El juny de 2019 va ser nomenat Cavaller de la Legió d'honor francesa.
Una pel·lícula biogràfica sobre la vida de John des de la seua joventut fins als 1980, dita Rocketman, va ser produïda per Paramount Pictures i estrenada el maig de 2019. Va ser dirigida per Dexter Fletcher, que havia dirigit Bohemian Rhapsody, altra pel·lícula biogràfica sobre l'amic de John, Freddie Mercury; i estava protagonitzada per Taron Egerton fent de John.

## Vida personal

### Sexualitat i família
A finals de la dècada del 1960, John es va comprometre per casar-se amb la seva primera amant, la secretària Linda Woodrow, que s'esmenta a la cançó Someone Saved My Life Tonight. Woodrow va proporcionar assistència financera a John i Taupin en aquell moment. John va acabar la relació dues setmanes abans del seu casament previst, després de ser aconsellat per Taupin i Long John Baldry. El 2020, John va ajudar a pagar les despeses mèdiques de Woodrow a la seva sol·licitud, tot i haver perdut el contacte amb ella fa 50 anys.
El 1970, just després dels seus primers espectacles als Estats Units a Los Angeles, Califòrnia, John va perdre la virginitat i va començar la seva primera relació gai amb John Reid, el responsable del segell de Tamla Motown al Regne Unit, que més tard es va convertir en el gerent de John. La relació va acabar cinc anys més tard, tot i que Reid va romandre com a gerent fins al 1998.
John es va casar amb l'enginyer de gravació alemany Renate Blauel el 14 de febrer de 1984, en una cerimònia de noces extravagant a l'església de St Mark, Darling Point, Sydney, Austràlia. Blauel va dir que va intentar suïcidar-se durant la seva lluna de mel a St-Tropez després que John li digués que volia acabar amb la unió. El seu matrimoni va acabar en divorci el 1988. John va declarar: «Era la dona més elegant que he conegut mai, però no estava pensat per ser-ho. Estava vivint una mentida». El 2020, Blauel va demandar a John per haver escrit sobre la seva relació al seu 2019 Me: Elton John Official Autobiography, que segons ella va trencar els termes del seu acord de divorci. El cas es va resoldre més tard el mateix any.
John havia sortit com a bisexual en una entrevista de 1976 a Rolling Stone. El 1992, va dir a Rolling Stone en una altra entrevista que estava molt còmode essent gai.
El 1987, John va guanyar un cas per difamació contra The Sun, que va publicar denúncies falses que havia tingut relacions sexuals amb nois de lloguer.

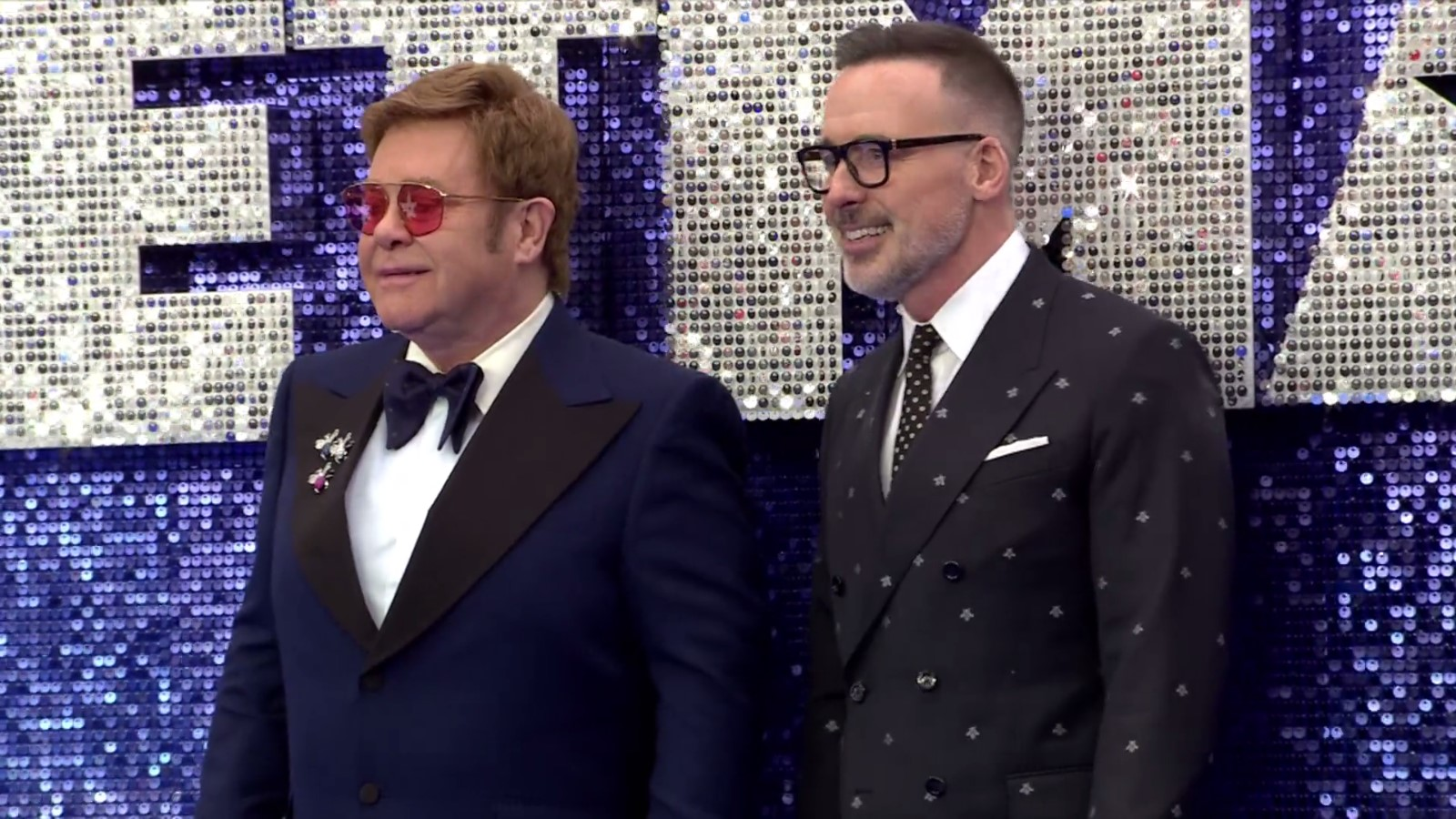
John amb el seu marit David Furnish a Leicester Square el maig de 2019 per a l'estrena a Londres de la pel·lícula biogràfica de John Rocketman

El 1993, John va començar una relació amb David Furnish, un antic executiu de publicitat i ara cineasta originari de Toronto, Canadà. El 21 de desembre de 2005 (el dia que la Llei d'associació civil va entrar en vigor), John i Furnish van ser de les primeres parelles a formar una parella civil al Regne Unit, que es va celebrar al Windsor Guildhall. Després que el matrimoni entre persones del mateix sexe es convertís en legal al Regne Unit el març de 2014, John i Furnish es van casar a Windsor, Berkshire, el 21 de desembre de 2014, el novè aniversari de la seva parella civil.
John i Furnish tenen dos fills. El gran, Zachary Jackson Levon Furnish-John, va néixer per gestació subrogada el 25 de desembre de 2010 a Califòrnia. El més jove, Elijah Joseph Daniel Furnish-John, va néixer l'11 de gener de 2013, a través del mateix substitut. John també té deu fillols, inclosos Sean Lennon, els fills de David i Victoria Beckham, Brooklyn i Romeo, el fill d’Elizabeth Hurley, Damian Hurley, i la filla de Seymour Stein.
El Los Angeles Times va descriure John com un ateu autodeclarat. L'any 2000, John va caracteritzar les creences de l'Església Catòlica Romana sobre l'homosexualitat com a ignorància després que un sacerdot declarés que els homosexuals participen en un estil de vida que mai pot respondre als anhels més profunds del cor humà. A més, va declarar en una entrevista de 2006 a The Observer que «prohibiria completament la religió, tot i que hi ha coses meravelloses» i que «la religió sempre ha intentat convertir l'odi cap a la gent gai» i «convertir la gent en lemmings odiosos i no és realment compassiu». Reuters va informar que John admirava els ensenyaments de Jesucrist però era crític amb la religió organitzada. El 2010, alguns grups cristians dels Estats Units van criticar John després que ell descrigués Jesús com un home gai compassiu i super intel·ligent que entenia els problemes humans. Bill Donohue, president de la Lliga Catòlica per als Drets Religiosos i Civils i opositor al matrimoni gai, va respondre: «Definir Jesús com a homosexual és etiquetar-lo de desviat sexual. Però què més podríem esperar d'un home que abans va dir: Des del meu punt de vista, prohibiria completament la religió». John va declarar, a la seva autobiografia del 2019, que havia rebut moltes amenaces de mort com a conseqüència de la seva declaracions. Neal Horsley, un reconstruccionista cristià de Bremen, Geòrgia, Estats Units, va ser arrestat per fer amenaces terroristes, després de publicar un vídeo de YouTube que deia: «Avui estem aquí per recordar a Elton John que ha de morir». Els càrrecs van ser retirats posteriorment.

El 2008, John va dir que preferia les unions civils al matrimoni per a gais, però el 2012 havia canviat de posició i es va convertir en un partidari del matrimoni entre persones del mateix sexe al Regne Unit. John va dir:
| « | "Hi ha un món de diferència entre anomenar algú el teu 'soci' i anomenar-lo el teu 'marit'. 'Partner' és una paraula que s'ha de preservar per a les persones amb qui jugues a tennis o amb qui treballes en els negocis. No arriba. a prop de descriure l'amor que tinc per David, i ell per mi, en canvi, marit. | » |

El 2014, Joan va dir que Jesús hauria estat a favor del matrimoni entre persones del mateix sexe.

### Riquesa

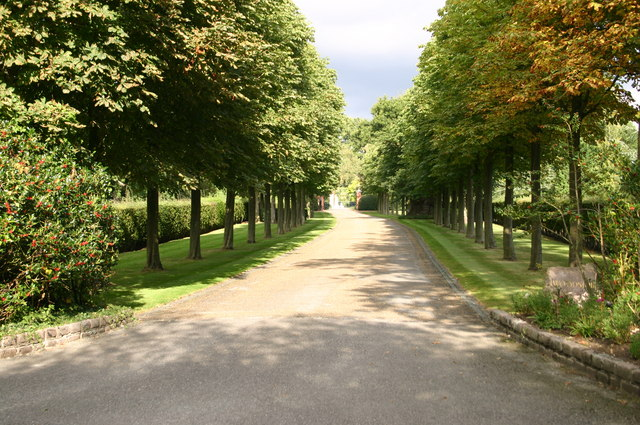
El camí arbrat fins a la casa de John a Woodside a Old Windsor, Berkshire

L'abril de 2009, el Sunday Times Rich List va estimar la riquesa de John en 175 milions de £ (265 milions de dòlars) i el va classificar com la 322a persona més rica de Gran Bretanya. Una dècada més tard, es calculava que John tenia una fortuna de 320 milions de lliures a la llista de rics del Sunday Times del 2019, cosa que el converteix en una de les 10 persones més riques de la indústria musical britànica. A part de la seva casa principal, Woodside, a Old Windsor, Berkshire, John posseeix residències a: Atlanta, Geòrgia (EUA); Londres, Anglaterra; Los Angeles, Califòrnia; Niça, França i Venècia, Itàlia. La seva propietat a Niça es troba al Mont Boron. John és un col·leccionista d'art i es creu que té una de les col·leccions privades de fotografia més grans del món.
L'any 2000, John va admetre haver gastat 30 milions de lliures en poc menys de dos anys, una mitjana d'1,5 milions de lliures al mes. Entre gener de 1996 i setembre de 1997, va gastar més de 9,6 milions de lliures en propietats i 293.000 en flors. El juny de 2001, John va vendre vint dels seus cotxes a la casa de subhastes Christie's, dient que mai va tenir l'oportunitat de conduir-los perquè anava fora del país tant sovint. La venda, que incloïa un Jaguar XJ220 de 1993, el més car amb 234.750 lliures, i uns quants Ferrari, Rolls-Royces i Bentleys, va recaptar prop de 2 milions de lliures. L'any 2003, John va vendre el contingut de la seva casa a Holland Park, de que s'esperava aconseguir 800.000 lliures a Sotheby's, per modernitzar la decoració i mostrar part de la seva col·lecció d'art contemporani. Cada any des del 2004, en John obre una botiga anomenada Elton's Closet, on ven la seva roba de segona mà.
L'octubre de 2021, John va ser nomenat als Papers de Pandora, que al·leguen un acord financer secret de polítics i celebritats que utilitzaven paradisos fiscals per evitar el pagament d'impostos.

### Altres

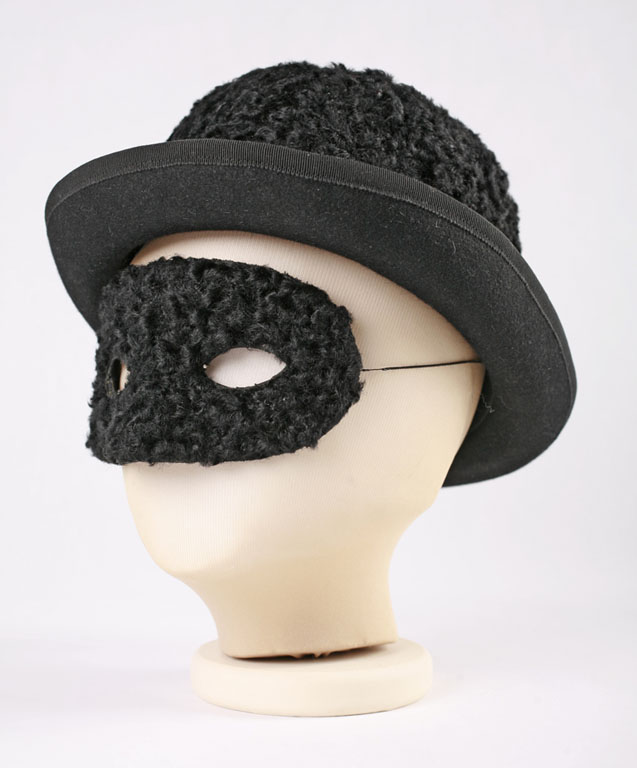
El barret i la màscara de John en l'etapa a partir de la dècada de 1970, en la col·lecció permanent The Children's Museum of Indianapolis.

Entusiasta del tennis des de fa molt temps, l'any 1975 va llançar la cançó Philadelphia Freedom en homenatge a l'equip de tennis del seu amic Billie Jean King, els Philadelphia Freedoms. King era un jugador-entrenador de l'equip en aquell moment. John i King segueixen sent amics i coorganitzen un esdeveniment anual en benefici de les organitzacions benèfiques de la sida, sobretot l’Elton John AIDS Foundation, de la qual King és el president. John, que manté una residència a temps parcial a Atlanta, Geòrgia, es va convertir en un fan de l'equip de beisbol dels Atlanta Braves quan es va traslladar allà el 1991.

John ha aparegut en anuncis publicitaris de Diet Coke (a partir de 1990), Royal Mail, Snickers i grans magatzems John Lewis &amp; Partners, entre d'altres. Els autors Roger Blackwell i Tina Stephan van escriure «la relació d'Elton John i Diet Coke és una de les històries d'èxit clàssiques en el paper del patrocini en la construcció de la marca». El seu anunci de Nadal de John Lewis &amp; Partners del 2018 mostrat al Regne Unit, titulat The Boy & The Piano, el veu rememorar la seva vida i la seva carrera al revés, culminant amb el dia de Nadal dels anys 50 quan va rebre un piano de la seva mare per Nadal.

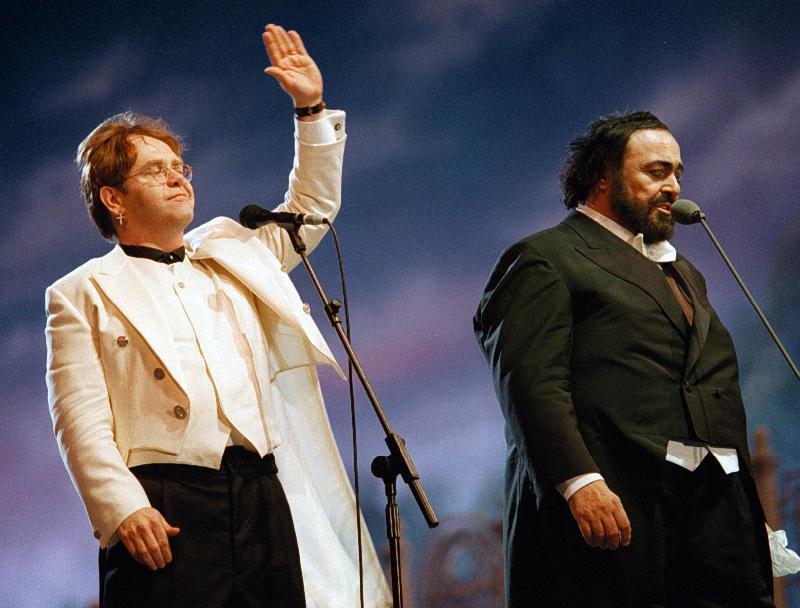
Elton John amb Luciano Pavarotti a Modena (Itàlia) el 1996

Admirador de Monty Python, va formar part d'un grup de músics que van ajudar a finançar la seva pel·lícula Monty Python and the Holy Grail (1975). En els segons Empire Awards de 1997, John va lliurar al grup de comèdia l’Empire Inspiration Award.
John va interpretar Don't Let the Sun Go Down on Me al servei commemoratiu del jugador de cricket australià Shane Warne el 30 de març de 2022.
John està entre les persones entrevistades per al documental If These Walls Could Sing dirigit per Mary McCartney sobre els estudis de gravació en Abbey Road que va estrenar al novembre de 2022.
El 20 de juny de 2023, John va dir que la reacció a la aventura secreta de Phillip Schofield amb un col·lega més jove va ser totalment homòfoba, afirmant: «Si fos un home heterosexual en una aventura amb una dona jove, ni tan sols faria el papers».
El 17 de juliol de 2023, John va declarar com a testimoni de la defensa al judici per agressió sexual de Kevin Spacey.
El desembre de 2024, Madame Tussauds va revelar una nova obra de cera de John, sent la seva figura estructuralment més ambiciosa mai. L'estàtua presenta a John en el seu apogeu dels anys 70, ja que desafia la gravetat i està suspès a l'aire sobre el seu piano de pedreria en el seu moviment de mà de l'època.

## Estil musical
Un crític musical va escriure un comentari irònic on deia que Elton John només utilitzava quatre acords i que les lletres de Bernie Taupin les podria haver escrit un nen de primària.
En realitat es pot dir que Elton toca el piano o qualsevol instrument de teclat d'una manera molt simple, tenint en compte la seva preparació musical clàssica, potser perquè és conscient de fer exactament i només música pop. En canvi, el nombre d'instruments i els diferents sons és molt variat (a la cançó Mellow apareix fins i tot el violí elèctric) i ja als anys setanta feia servir, a bastament, els sintetitzadors tipus ARP. L'harmonia sempre és molt clàssica i es fa sovint amb la formació típica de teclat, guitarra, baix i bateria.

Molt sovint segueix l'esquema del blues. En els discos es van alternant les balades amb les cançons més d'estil Rock. El ritme sincopat és una característica de cançons com Honky Cat.

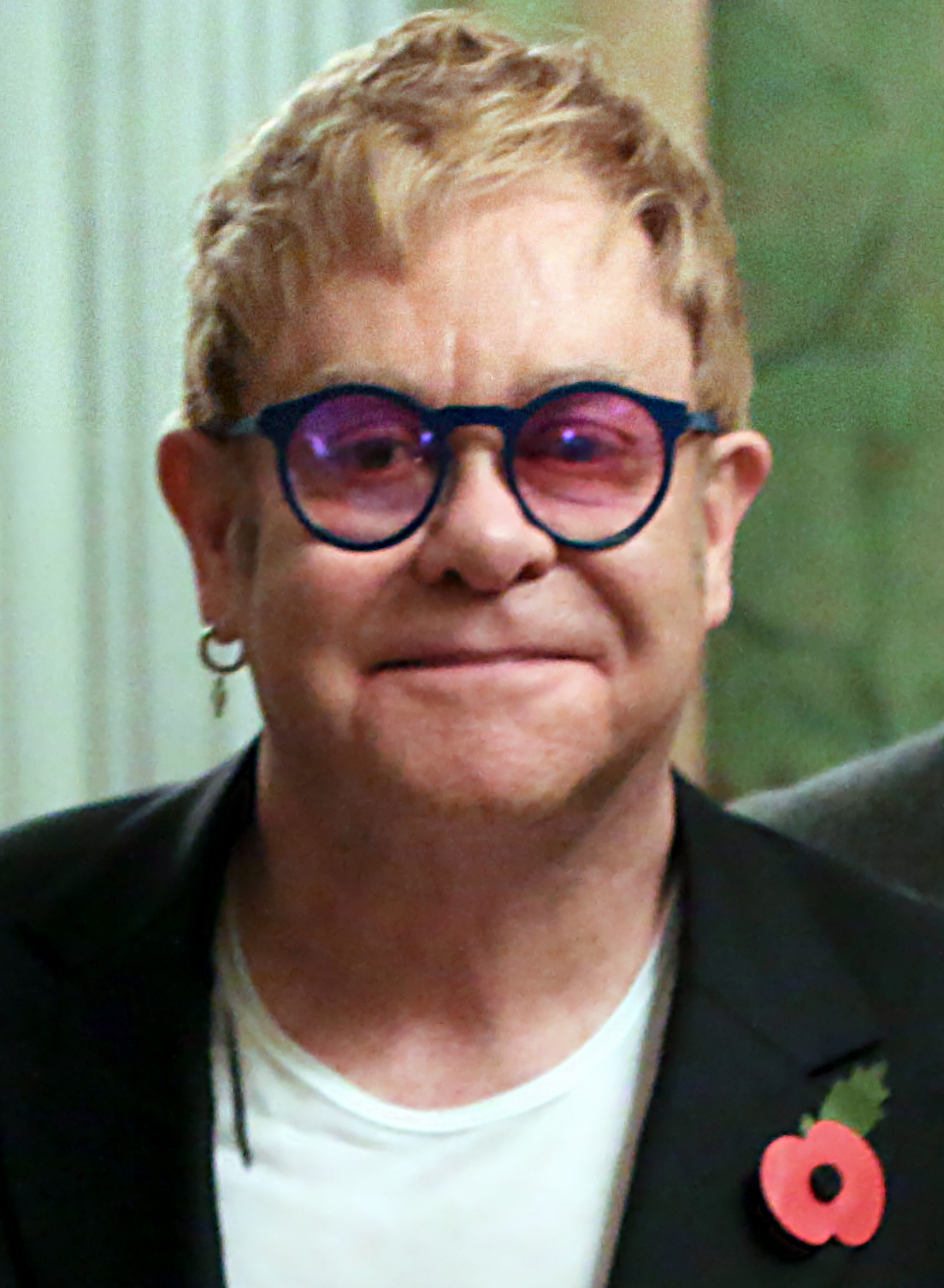
John portava una rosella de record el 2015

La veu d'Elton John és potser la característica més rellevant de la seva música. Resulta ben timbrada, elegant i ben modulada, molt identificable i difícilment imitable.

## Discografia
| - 1969: Empty Sky - 1970: Elton John - 1970: The Games (banda sonora original) - 1971: Tumbleweed Connection - 1971: Friends - 1971: 11-17-70 (en viu) - 1971: Madman Across the Water - 1972: Honky Château - 1973: Don't Shoot Me I'm Only the Piano Player - 1973: Goodbye Yellow Brick Road - 1974: Caribou - 1975: Captain Fantastic and the Brown Dirt Cowboy - 1975: Rock of the Westies - 1975: West of the Rockies (en viu) - 1976: Here and There (en viu) | - 1976: Blue Moves - 1978: A Single Man - 1979: Victim of Love - 1980: 21 at 33 - 1981: The Fox - 1982: Jump Up! - 1983: Too Low for Zero - 1984: Breaking Hearts - 1985: Ice on Fire - 1986: Leather Jackets - 1987: Live in Australia - 1988: Reg Strikes Back - 1989: Sleeping With the Past - 1992: The One | - 1993: Duets - 1995: Made in England - 1997: Big Picture - 1999: The Muse - 1999: AIDA - 2000: One Night Only - 2000: The Road To Eldorado - 2001: Songs from the West Coast - 2002: Greatest Hits 1970-2002 - 2004: Peachtree Road - 2006: The Captain and the Kid - 2013: The Diving Board - 2016: Wonderful Crazy Night - 2021: Regimental Sgt. Zippo |

## Premis Grammy
Al llarg de la seva carrera ha guanyat 5 Premis Grammy:
- 1986 - Millor interpretació pop d'un duet o grup musical per That's What Friends Are For (juntament amb Dionne Warwick, Gladys Knight i Stevie Wonder)
- 1991 - Millor composició instrumental per Basque (interpretada per James Galway)
- 1994 - Millor interpretació pop masculina per Can you feel the love tonight
- 1997 - Millor interpretació pop masculina per Candle in the wind 1997
- 2000 - Millor Àlbum d'espectacle musical per Elton John & Tim Rice's Aida (juntament amb Tim Rice)

Nominacions
- 1971: Grammy al millor nou artista